# Laura van Dam
Laura van Dam (Schimmert, 18 september 1995), geboren als Laura Bresa, is een Nederlands diskjockey.

## Biografie
Laura van Dam begon met spelen aan een draaitafel op twaalfjarige leeftijd. Op haar achttiende vertrekt ze vanaf haar geboorteplaats naar Amsterdam om de muziekopleiding “Engineering & Electronic Music Production" te gaan volgen.
Van Dam start als diskjockey onder verschillende namen. In haar beginjaren draait ze met Don Diablo in India. Later neemt ze de artiestennaam Laura van Dam, als eerbetoon aan haar woonplaats Amsterdam. 
Van Dam ontmoet collega dj Armin van Buuren tijdens een radioshow van Sander van Doorn. Sindsdien brengt Van Dam haar muziek uit op het label Armind, the Label. Daarnaast werkte Van Dam op het label van Van Doorn.
Inmiddels heeft Van Dam op grote festivals mogen optreden, zoals Mysteryland en Tomorrowland.